# خفاش الحذوة الصغير
خفاش الحذوة الصغير (Rhinolophus hipposideros) هو نوع من الخفاش الأوروبي لكنه أصغر من ابن عمه خفاش الحذوة الكبير، سمي بهذا الاسم نسبةً لشكله أثناء الوقوف وألذي يشبه حذوة الحصان. يعتبر هذا الخفاش من أصغر الخفافيش في العالم، حيث أن وزنه لا يتجاوز 9 غرام وطول جناحه من 192-254 ملم وطوله لا يتجاوز 45 ملم. مثل كل أنواع الخفاش يتجمع على شكل مستعمرات. ويتغذى هذا الخفاش على العناكب والفراشات والذباب ويتواجد في مناطق البحر الأبيض المتوسط وأيضاً في آسيا الوسطى.